# Kazimierz Protassewicz
Kazimierz Protassewicz ps. „Jastrzębiec” (ur. 2 października 1896, zm. w sierpniu 1946 w Wielsku) – urzędnik samorządowy w okresie II Rzeczypospolitej, działacz konspiracji podczas II wojny światowej.

## Życiorys
Urodził się 2 października 1896 w rodzinie Wilhelma Jana i Zofii ze Stabrowskich. Był starszym bratem Zygmunta (1899–1991), inżyniera, kawalera Orderu Virtuti Militari.
W okresie II Rzeczypospolitej został urzędnikiem. Był referendarzem w Urzędzie Wojewódzkim w Wilnie, po czym w sierpniu 1929 został przeniesiony na stanowisko referendarza w starostwie powiatu postawskiego. W 1931 był prezesem Federacji Polskiego Związku Obrońców Ojczyzny w powiecie postawskim. Mieszkał w Wilnie przy ul. Makowej 11, a później w Postawach przy ul. Brasławskiej. Od czerwca 1935 do maja 1936 sprawował urząd starosty grodzkiego lwowskiego.. Odwołanie ze stanowiska nastąpiło po zamieszkach we Lwowie. Następnie pełnił funkcję starosty powiatu mołodeczańskiego od 1936 do 1939.
W 1936 sprawował stanowisko prezesa zarządu klubu sportowego LKS Pogoń Lwów, w tym jego sekcji piłki nożnej.
Podczas II wojny światowej działał w konspiracji. Pod pseudonimem „Sokół” działał jako kierownik Wydziału Bezpieczeństwa Okręgowej Delegatury Rządu Wilno od czerwca 1943 do grudnia 1944, gdy został aresztowany przez NKWD. 26 grudnia 1945 został wywieziony do łagru w Wielsku, gdzie zmarł w sierpniu 1946.
Był żonaty z Joanną.

## Ordery i odznaczenia
- Złoty Krzyż Zasługi – 11 listopada 1937 „za zasługi w służbie państwowej i na polu pracy społecznej”[17]
- Medal Niepodległości – 15 kwietnia 1932 „za pracę w dziele odzyskania niepodległości”[18][1][19]
- Srebrny Krzyż Zasługi – 28 marca 1929 „za zasługi na polu organizacji harcerstwa polskiego i na polu pracy społecznej”[20]